# 協立映画プロダクション
協立映画プロダクション（きょうりつえいが-、1931年 設立 - 1932年 解散）は、かつて存在した日本の映画会社である。牧野省三の没後2年で倒産したマキノ・プロダクションの最後の作品を監督した金森万象が設立したが、3本の作品のみを残して倒産した。

## 略歴・概要
映画ファンから映画記者になり、取材先の牧野省三の書生になって、1919年（大正8年）、牧野が最初に興したミカド商会で映画監督になり、1929年（昭和4年）の牧野が死去し、1931年（昭和6年）の最後の最後までマキノ・プロダクションに残り、同社の最終作品の監督をつとめた生粋のマキノ人・金森万象が、同社の倒産後に、マキノの残党をかきあつめて設立したのが、この「協立映画プロダクション」である。
設立第1作『猿飛漫遊記 前後篇』は、脚本に吉田信三を起用した。かつて山中貞雄がマキノ・プロダクションの脚本部にいたころの相棒で、その後脚本は採用され、『浪人街』などの助監督もつとめたが、まだ芽が出なかった人物であった。主演にクレジットされている「沢田慶之助」は、衣笠貞之助の「衣笠映画連盟」時代は「小沢茗一郎」と名乗っていたマキノのバイプレイヤー沢田敬之助である。同作は、同年内に製作されたが、公開は翌1932年（昭和7年）5月1日、最後に製作した『魔の上海』と同時上映で、浅草「大東京」などで公開された。
第2作として製作した『光を仰ぎて』は、教育者として知られる蓮沼門三を原作に迎え、脚本に当時、児玉省が主筆をしていた教育雑誌「新教育」のスタッフが脚本を執筆したが、公開できた記録が残っていない。やがて経営に行き詰まり、製作をつづけることができず、倒産してしまった。

## フィルモグラフィ
全作、監督は金森万象、撮影は松浦茂である。
- 猿飛漫遊記 前後篇　1931年　脚本吉田信三、出演沢田慶之助、湊明子、市原義夫　※1932年公開
- 光を仰ぎて　1932年　原作蓮沼門三、脚本新教育社映画部、出演金子新、弊原礼子
- 魔の上海　1932年　脚本滝川虹二、原作岡三斉、出演秋田伸一、金子伸、小橋邦子

## 関連事項
- ミカド商会 - 牧野教育映画製作所 - マキノ映画製作所 - 東亜キネマ - マキノ・プロダクション （牧野省三）

## 註
1. 1 2  『日本映画監督全集』（キネマ旬報社、1976年）の「金森万象」の項（p.120-121）を参照。同項執筆は竹中労。
2. ↑  『日本映画監督全集』（キネマ旬報社、1976年）の「吉田信三」の項（p.444-445）を参照。同項執筆は岸松雄。